# スターJ&スナッズ・エンターテインメント・グループ
スターJ&スナッズ・エンターテインメント・グループ（中国語社名：澳滌娛樂集團有限公司、英語社名：StarJ & Snazz Entertainment Group Limited）は、2005年8月にシー・コーポレーション（漢傳媒集團）の傘下に設立された香港の音楽制作、レコードレーベル、マネージメント会社である。

## 所属アーティスト

### 男性
- 區俊濤（トートー・アウ）
- 葉文輝（バリー・イップ）（2008年7月24日から加入）
- 高皓正（ザック・カオ）
- 陳俊彦（デイブ・チャン）
- 狄易達（タット・ディック）
- 馮家俊（ロジャー・フォン）
- 莫宇樺（ジェフリー・モク）
- 梁庭欣（アレックス・リョン）

### 女性
- 黄子菲（エヴァ・ウォン）
- 賈曉晨（ジャア・シァオチェン）
- 陳穎妍（アニタ・チャン）
- 曾筱貽（カトリーナ・チャン）
- 狄海欣（リンダ・ディアス）
- 范萱蔚（パーシー・ファン）
- 何卓瑩（エンジェル・ホー）
- 梁雪湄（コーエイ・リョン）
- 呉家欣（ターニャ・ン）
- 劉杭麗（Yellow）
- 黄麗虹
- 高曉彤
- 葉賀芝
- 李思蓓
- 蒋欣妍
- 黄詠彤
- 馬曼莉

### バンド
- EO2

## 過去に所属していたアーティスト

### 男性（過去）
- 鄧健泓（パトリック・タン）（2007年から、ゴー・イースト・エンターテインメントへ移籍。）
- 張智霖（ジュリアン・チョン）
- 張衛健（ディッキー・チョン）
- 梁浩賢（リョン・ホーイン）
- 呉國敬（エディー・ン）

### 女性（過去）
- 黄泆潼（イリス・ウォン）
- 唐寧（レイラ・トン）
- 鄧穎芝（ヴァンジー・タン）
- 荘思敏（ジャクリーン・チョン）
- 張羽希（ヴィーナス・チョン）
- 裕美
- 馮雯熙
- 凌千葱
- 蔚雨芯
- 甄雪怡（クリスティ・ヤン）
- 劉家慧（ウィンキー・ラウ）
- 駱楽（ロック・ロック）

### バンド（過去）
- Dear Jane